# Viktor Frankl
Viktor Emil Frankl (Viena, 26 de março de 1905 — Viena, 2 de setembro de 1997) foi um neuropsiquiatra austríaco e fundador da terceira escola vienense de psicoterapia, a Logoterapia e Análise Existencial. O doutor Frankl ficou mundialmente conhecido depois de descrever a sua experiência dramática em quatro campos de concentração nazistas, em seu best-seller internacional: Em Busca de Sentido.
Foi conferencista e professor convidado em dezenas de universidades, incluindo a Harvard University. Recebeu vinte e nove títulos de doctor honoris causa (incluindo um título emitido pela Universidade de Brasília); o prêmio Medicus Magnus e a Estrela-de-Ouro Internacional, por serviços prestados à humanidade. Oswald Schwarz disse que a Logoterapia teria, nas ciências psicológicas, o mesmo papel que a Crítica da Razão Pura, de Immanuel Kant, teve na Filosofia.

## Biografia

### Juventude
No início da década de 1920, quando tinha quinze anos de idade, Frankl passou a se corresponder com Sigmund Freud. Em 1921, deu sua primeira conferência, sobre o tema A respeito do sentido da vida. A seguir, Frankl torna-se membro ativo de organizações de trabalhadores socialistas jovens.
Em 1925, como estudante de medicina, Frankl encontra-se pessoalmente com Freud e se aproxima do círculo intelectual liderado por Alfred Adler. No ano seguinte, ele é excluído da Association de Psychologie Individuelle, em razão de suas divergências com Adler.
De 1933 a 1936, Frankl é diretor do pavilhão das mulheres suicidas do hospital psiquiátrico de Viena. Quando os nazistas tomam o poder na Áustria, Frankl, correndo risco de perder a vida, sabota as ordens que recebera de proceder à eutanásia de doentes mentais sob seus cuidados.

### Segunda Guerra Mundial
Em setembro de 1942, Viktor, sua mulher grávida e demais família- que são judeus- são deportados para diferentes campos de concentração, tendo ele recebido a tatuagem de prisioneiro nº 119 104.
Libertado somente ao fim da guerra, Frankl toma conhecimento de que sua mulher morreu de esgotamento simultaneamente à liberação do campo de Bergen-Belsen. Perdeu além dela, seus pais e irmão no Holocausto nazista.
Esta indelével experiência pessoal será marcante em sua obra terapêutica e em seus escritos, tendo sido capaz de manter, em tal situação desumanizadora, a liberdade do espírito.

### Maturidade
Nos 25 anos subsequentes à guerra, Frankl será o diretor da policlínica de neurologia de Viena.
Em 1948, obtém seu doutorado em filosofia com o tema: "O Deus inconsciente". Em 1955, torna-se professor de neurologia da Universidade de Viena.
Em 1970, em San Diego, Califórnia (em cuja universidade federal passara a lecionar), é fundado o primeiro instituto de logoterapia do mundo.
Foi nos Estados Unidos - país em que também lecionou como professor visitante nas Universidades de Harvard, Dallas e Pittsburgh - que a figura de Frankl atingiu notoriedade mundial, a despeito de suas teses contrariarem as correntes psicanalíticas tradicionais e dominantes.
Ao longo de sua vida, os livros de Viktor Frankl serão traduzidos em mais de 30 idiomas.
Frankl recebeu o título de doutor honoris causa de diversas instituições de ensino do mundo inteiro, inclusive da Universidade Federal do Rio Grande do Sul, no Brasil.
Como conferencista, Frankl visitou muitos países ao longo de sua vida, tendo passado pelo Brasil em 1984 (Porto Alegre), 1986 (Rio de Janeiro) e 1987 (Brasília).
Atualmente, institutos, centros de estudos e associações de logoterapia podem ser encontrados em mais de 30 países.[carece de fontes?]

## Panorama de sua obra
A obra de Frankl é relativamente pouco conhecida nos países de língua portuguesa e é comumente ignorada pelas principais correntes da psicanálise (como Sigmund Freud, Alfred Adler e Jacques Lacan).
De uma forma prática e simples assim diferenciava a Psicanálise da Logoterapia: Na psicanálise, o paciente tem de deitar-se num divã e contar coisas que, às vezes, são muito desagradáveis de serem contadas. Pois na logoterapia o paciente pode ficar sentado normalmente, mas tem de ouvir coisas que, às vezes, são muito desagradáveis de serem ouvidas. (in Sede Sentido, São Paulo: Quadrante, 1999).
O fundador da Logoterapia (também chamada de "Terceira Escola Vienense da Psiquiatria"), adotou um certo distanciamento de Freud no que se refere à etiologia sexual das neuroses e também no que se refere à religião. Frankl considera que a neurose individual poderia ser, em alguns casos, a expressão da recusa da espiritualidade. Tudo o que é humano, para Frankl, tem dimensão noológica, que distingue os homens dos animais. A espiritualidade humana, para Frankl, não se confunde com religião.
Segundo Frankl, existiria no ser humano um desejo e uma vontade de "sentido". Ele percebeu que seus pacientes não sofriam exclusivamente de frustrações sexuais (Freud) ou de complexos como o de inferioridade (Adler), mas também do que reputa ser o vazio existencial.
Para o analista, a neurose revelaria antes de mais nada um ser frustrado de sentido, o que o levou a concluir que a exigência fundamental do homem não é nem a emancipação sexual, nem a valorização do self, mas a "plenitude de sentido". Segundo Frankl, a compensação sexual não seria nada além de um Ersatz para com a falta de sentido existencial. Por isso, conclui, o terapeuta não pode negligenciar a espiritualidade do analisado e a logoterapia passa a estar centrada no inconsciente espiritual, mais do que nas pulsões.
Em "O Deus inconsciente", Frankl repudia a psicanálise tradicional, declarando que "Degradando o 'eu' em simples epifenômeno, Freud, por assim dizer, traiu o 'eu' em favor do 'isso'; mas ao mesmo tempo ele, por assim dizer, insultou o inconsciente, vendo nele nada além do que é do 'isso' - o instintivo - deixando escapar aquilo que é do 'eu' - o espiritual".
Para o autor, haveria um hiato ontológico entre o instinto e o espírito. Ele considera o homem uma totalidade trinária e tridimensional, com expressão psicológica, biológica e espiritual. Segundo Frankl, Freud teria negligenciado a terceira dimensão.
No seu livro A Busca do Homem por Sentido (publicado pela primeira vez em 1946), Frankl relata suas experiências como interno de campo de concentração, descrevendo seu método psicoterapêutico para encontrar sentido em todas as formas de existência (mesmo as mais sórdidas) e, daí, uma razão para continuar vivendo. Em suas próprias palavras "O homem, por força de sua dimensão espiritual, pode encontrar sentido em cada situação da vida e dar-lhe uma resposta adequada.
Em Viena, em 1983, no Prefácio que faz da sua obra Em Busca de Sentido, à edição de 1984, Frankl, afirma: ...o Pós-escrito de 1984 a este livro é intitulado "A Tese do Otimismo Trágico". O capítulo se refere a preocupações dos dias de hoje e a como é possível dizer sim à vida apesar de todos os aspectos trágicos da existência humana. Espera-se que um certo "otimismo" com relação ao nosso futuro possa fluir das lições retiradas do nosso "trágico" passado..
Sua filosofia é fundamentalmente otimista e baseada na crença - fruto de sua experiência pessoal - de que o fim último da existência humana tem uma meta fora do próprio indivíduo, fim este que lhe dá o sentido da própria existência.

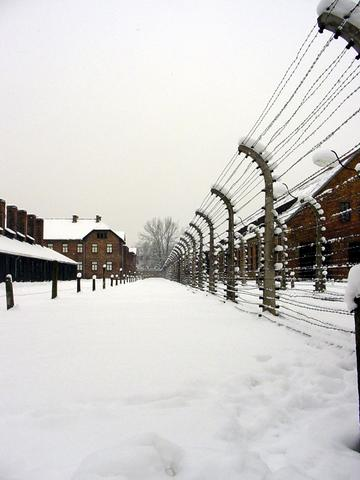
Visão do campo de concentração de Auschwitz no inverno, onde Viktor Frankl foi aprisionado pelos nazistas

Outras citações úteis para a compreensão de seu pensamento podem ser invocadas, como no Prefácio que faz da Edição de 1984 à sua obra Em Busca de Sentido: Não procurem o sucesso. Quanto mais o procurarem e o transformarem num alvo, mais vocês vão errar. Porque o sucesso, como a felicidade, não pode ser perseguido; ele deve acontecer, e só tem lugar como efeito colateral de uma dedicação pessoal a uma causa maior que a pessoa, ou como subproduto da rendição pessoal a outro ser.
E ainda, no mesmo prefácio da edição de 1984 de Em Busca de Sentido: Quero que vocês escutem o que sua consciência diz que devem fazer e coloquem-no em prática da melhor maneira possível. E então verão que a longo prazo - estou dizendo a longo prazo! - o sucesso vai persegui-los, precisamente porque esqueceram dele.
Finalmente: Nós que vivemos nos campos de concentração podemos lembrar de homens que andavam pelos alojamentos confortando a outros, dando o seu último pedaço de pão. Eles devem ter sido poucos em número, mas ofereceram prova suficiente que tudo pode ser tirado do homem, menos uma coisa: a última das liberdades humanas - escolher sua atitude em qualquer circunstância, escolher o próprio caminho.
Por essa e outras razões, Viktor Frankl é uma das figuras-chave da terapia existencial, ou existencialista. Sua vida e sua obra são, para certos analistas, uma sequência de atos e fatos que se desencadeiam em um testemunho inquestionável do poder desafiador do espírito. Para Frankl, a "busca de sentido" é uma exata e precisa definição da natureza humana.
Em sua obra, Frankl não recomenda nenhuma religião ou confissão constituída, muito menos alguma Igreja em especial. A todo tempo ele remete o leitor às suas próprias preferências e escolhas. Alguns analistas  entendem que um maior estudo da obra de Viktor Frankl seria capaz de ajudar a psicanálise a se libertar de dogmas problemáticos para a sua coerência.[carece de fontes?]

## Títulos e Prêmios

### Professor Visitante
- Universidade de Harvard
- Universidade de Cambridge
- Universidade de Pittsburgh
- Universidade de Dallas (Texas)
- Universidade Internacional dos Estados Unidos da América (Califórnia)
- Universidade de Viena

### Título deDoctor Honoris Causa
- Loyola University, Chicago (1970)
- Edgecliffe College, Cincinnati (1970)
- Rockford College, Illinois (1972)
- Mount Mary College, Wisconsin (1984)
- Universidade do Rio Grande do Sul, Brasil (1984)
- Universidad Andres Bello, Caracas (1984)
- University of South Africa (1984)
- Universidad del Salvador, Buenos Aires (1985)
- Universidad Catolica Argentina, Buenos Aires (1985)
- Universidad de Buenos Aires (1985)
- Universidad Francisco Marroquin, Guatemala (1985)
- University of Vienna (1986)
- Universidad Nacional de Cuyo, Argentina (1986)
- Universidad Nacional de Entre Rios, Argentina (1986)
- Universidad Nacional de San Luis, Argentina (1986)
- Universidad del Aconcagua, Argentina (1986)
- Universidade de Brasilia (1988)
- University of Haifa, Israel (1988)
- International Academy for Philosophy in Liechtenstein (1989)
- University of Kopenhagen (1989)
- University of Pretoria, South Africa (1990)
- Universidad Gabriela Mistral, Santiago de Chile (1991)
- University of Santa Clara, California (1991)
- University of Ljubljana, Slovenia (1992)
- University of Prague (1994)
- University of Lublin, Poland (1994)
- University of Salzburg (1994)
- Semmelweis-University Budapest (1996)
- Ohio State University, Columbus (1997)

### Membro Honorário
- Academia Austríaca de Ciências
- Sociedade de Neurologia e Psiquiatria da Áustria
- Sociedade de Neurologia e Psiquiatria da Guatemala
- Sociedade de Neurologia e Psiquiatria do Peru

### Prêmios
- Estrela John F. Kennedy
- Prêmio Oscar Pfister da Associação Americana de Psiquiatria
- Medalha Theodor Billroth
- Medalha Albert Schweitzer
- Prêmio Cardinal Innitzer
- Prêmio "Cidade de Viena" de Ciências
- Anel Honorário da Cidade de Viena
- Cidadão Honorário da Capital do Texas
- Grande Cruz de Mérito com Estrela (Alemanha)
- Prêmio de Realização ao Longo da Vida da Fundação para Cuidados Paliativos e Homecare
- Nomeação para o Prêmio Nobel da Paz pela Pontifícia Universidade de Porto Alegre (Brasil), uma universidade texana e a "Fundação Evolução da Psicoterapia" (Phoenix, Arizona).
- Cátedra Viktor Frankl da Universidade de Caracas (Venezuela)
- Frankl recebeu a maior honra que a República da Áustria pode conferir a um cientista. É membro (desde 1981) na "Cúria do Grande Distintivo de Honra", uma ordem restrita a 18 austríacos e 18 cidadãos de outros países.
- Prêmio Honorário do Comércio de Livros Austríaco pela tolerância no pensamento e na ação (1991)
- Grande condecoração da Associação Médica Austríaca (1995)
- Grande Cruz de Mérito com Estrela da República da Áustria (1995)
- Grande Distintivo de Honra da Sociedade Médica Austríaca (1995)
- Prêmio da Associação Psicológica de Maryland por contribuição vitalícia excepcional à psicologia.
- Cidadania Honorária de Viena (1995)
- Medalha Medicus Magnus e Estrela de Ouro Internacional "Mérito pelo Humanismo" (Academia Polonesa de Medicina,1997).

## Cronologia
- 1905

Em 26 de Março: Viktor Emil Frankl nasce em  Vienna; Ele é o segundo filho de três crianças. Sua mãe se chamava Elsa Frankl e seu pai Gabriel Frankl. Seu pai trabalhava como diretor no Ministério de Serviço Social, e migrou de Moravia.
- 1914-1918

Durante a I Guerra Mundial sua família vivenciou amargas dificuldades; Algumas vezes Viktor Frankl teve de mendigar nas fazendas próximas para conseguir alimento.
- 1915-1923

Na época que cursava o Ginásio, Frankl teve contato com  "Nature Philosophers" e também frequentou palestras publicas sobre Psicologia Aplicada. Nesta fase Frankl começa a estudar Psicanálise.
- 1921

Viktor Frankl dá sua primeira palestra: "On the Meaning of Life". Ele se torna funcionário da instituição Socialista dos Jovens Trabalhadores.
- 1923

Seu trabalho de conclusão do Ginásio: "On the psychology of philosophical thought"(Um trabalho com fortes influencias de Arthur Schopenhauer). Viktor Frankl neste período se correspondia intensivamente com Sigmund Freud.
- 1924

Frankl publica mais um ensaio com o título "On the mimic movements of affirmation and negation", o artigo foi publicado na  "International Journal of Psychoanalysis". Frankl estuda medicina e atua como orador na  Austrian Socialist High School Students Association. Um ano depois Viktor Frankl encontra Sigmund Freud, porém se torna cada vez mais e mais envolvido com Alfred Adler.
- 1925

Viktor Frankl publica o artigo "Psychotherapy and Weltanschauung" na "International Journal of Individual Psychology". Ele se dedica a explorar a fronteira entre a psicoterapia e a filosofia, seu foco fundamental é questão do sentido da vida e os valores humanos - um tópico que vai se tornar central na sua vida profissional.
- 1926

Frankl apresenta um trabalho em Duesseldorf, Frankfurt, Berlin; Primeira vez que Viktor usa a palavra LOGOTERAPIA.
- 1927

Sua relação com Alfred Adler se torna cada vez mais fraca. Frankl começa a se envolver com Rudolf Allers and Oswald Schwarz. Ele esta entusiasmado com o livro de Max Scheler "Formalism in Ethics and Non-formal Ethics of Values". Contra sua vontade Frankl foi excluído do ciclo de discussão liderado por Adler.
- 1928 - 1929

Em Viena e em mais seis cidades da Europa, Frankl organiza centro para adolescentes com aconselhamentos gratuitos. Psicólogos famosos como  Charlotte Buehler and Erwin Wexberg se juntaram a Frankl neste projeto.
- 1930

Frankl organiza uma programa de aconselhamento especial para estudantes com possibilidade de suicídio. Frankl atrai atenção internacional: Wilhelm Reich o convida para visitá-lo em Berlin, as universidades de Praga e de Budapeste o convidam para dar palestras.
- 1931 - 1932

Frankl obtém treinamento em neurologia. Ele trabalha no  "Maria Theresien Schloessl" em Vienna.
- 1933 - 1937

Frankl se torna chefe da  "Female Suicidals Pavilion" no hospital psiquiátrico de Viena, em media 300 pacientes passaram por seus cuidados.
- 1937

Frankl abre um consultório de neurologia e psiquiatria.
- 1938

A Áustria é invadida pelas tropas de Hitler - a "Anschluss".
- 1939

No seu artigo "PHILOSOPHY AND PSYCHOTHERAPY - ON THE FOUNDATION OF AN EXISTENTIAL ANALYSIS"  ele cunha a expressão  "Existential Analysis". Frankl obtém visto dos Estados Unidos, porém decide ficar em Viena com seus pais.
- 1940 - 1942

Ele se torna diretor do Departamento de Neurologia do Rothschild Hospital, clínica para pacientes judeus. Colocando sua vida em risco decide sabotar o plano nazista de fabricar falsos diagnósticos - salvando então inúmeros judeus da morta por eutonásia. Ele escreve uma versão do livro "AERZTLICHE SEELSORGE" (The Doctor and the Soul) . Em 1941 Frankl casa com sua primeira esposa Tilly Grosser.
- 1942

Os nazistas forçam Tilly a abortar seu filho. Em setembro Viktor e Tilly Frankl são presos e deportados com seus pais para o Ghetto de Theresienstadt, norte de Prague. Sua irmã Stella escapa para Austrália, seu irmão Walter tentam fugir para Itália. Depois de seis meses em  Theresienstadt seu pai morre por exaustão.
- 1944

Frankl, Tilly e sua mãe de 65 anos de idade, foram transportados para serem executados em Auschwitz. Sua mãe é imediatamente assassinada nas câmaras de gás, e Tilly é transferida para Bergen-Belsen, onde morre com a idade de 24 anos. Viktor Frankl é transportado de Viena para Kaufering e Türkheim. Mesmo sob condições terríveis Frankl encontra sua tese central sobre o sentido da vida e a psicologia humana.
- 1945

No último campo de concentração Viktor Frankl adoece. Para salvar-se Viktor Frankl se mantém desperto reestruturando o seu livro com papéis roubados do escritório nazista no campo de concentração. No dia 27 de Abril o campo de concentração é libertado pelas tropas Norte Americanas. Em Agosto Viktor Frankl volta para Viena, onde ele descobre que sua esposa, mãe e irmão foram assassinados em  Auschwitz.
- 1946

Frankl supera seu desespero; Ele se torna diretor da Vienna Neurological Policlinic, posição que mantém por 25 anos. Em 9 dias, Frankl escreve o livro "EIN PSYCHOLOG ERLEBT DAS KONZENTRATIONSLAGER", que depois é traduzido para o inglês com o nome "MAN'S SEARCH FOR MEANING". Em 1997 mais de 9 milhões de cópias são vendidas.
- 1947

Frankl casa com Eleonore Schwindt; em Dezembro sua filha Gabriele nasce. Frankl publica o seu livro "PSYCHOTHERAPIE IN DER PRAXIS" .Também publica o livro "ZEIT UND VERANTWORTUNG" e"DIE EXISTENZANALYSE UND DIE PROBLEME DER ZEIT".
- 1948

Frankl obtém seu Ph.D. em Filosofia com a sua tese "THE UNCONSCIOUS GOD".
- 1948 - 1949

Frankl é promovido como professor de Neurologia e Psiquiatria da Universidade de Viena; Ele publica o seu livro "DER UNBEDINGTE MENSCH" (UNCONDITIONAL MAN).
- 1950

Frankl cria o "Austrian Medical Society for Psychotherapy" e se torna o primeiro presidente da instituição. Baseado em uma série de palestras Viktor escreve o livro "HOMO PATIENS. VERSUCH EINER PATHODIZEE", o livro discute como confortar e dar suporte a pessoas que estão em extremo sofrimento. No "Salzburger Hochschulwochen" Frankl expõe "10 THESES ON THE HUMAN PERSON".
- 1951

No livro "LOGOS UND EXISTENZ" Frankl completa a visão antropológica da Logoterapia.
- 1952

Junto a Pötzl, Frankl publica um estudo psicofisiológico.
- 1954

Universidade de Londres, Holanda e Argentina convidam Frankl para dar palestras. Nos Estados Unidos, Gordon Allport promove Frankl e seus livros.
- 1955

Frankl é promovido como Professor da Universidade de Viena.
- 1956

Os pontos práticos e teóricos são tratados no livro "THEORIE UND THERAPIE DER NEUROSEN".
- 1959

Um sistemático tratamento de Logoterapia e Análise Existência aparece em um capítulo de livro "GRUNDRISS DER EXISTENZANALYSE UND LOGOTHERAPIE" in "HANDBUCH DER NEUROSENLEHRE UND PSYCHOTHERAPIE", editado por Frankl, Gebsattel e Schultz.
- 1961

Frankl é convidado por Harvard, Cambridge e Massachusetts.
- 1970

California the United States International University abrem um departamento de Logoterapia.
- 1972

Convidado pela Duquesne University, Pittsburgh.
- 1992

The "Viktor Frankl Institute" é fundado em Viena por acadêmicos e familiares de Frankl.
- 1995

A autobiografia "WAS NICHT IN MEINEN BÜCHERN STEHT" é publicado.
- 1997

Última publicação de Viktor Frankl "MAN'S SEARCH FOR ULTIMATE MEANING". Viktor Frankl morre em 2 de setembro.

## Obra
- Man's Search for Meaning. An Introduction to Logotherapy, Beacon Press, Boston, MA, 2006. ISBN 978-0-8070-1427-1 (Originally published in 1946)
- The Doctor and the Soul, (originally titled Ärztliche Seelsorge), Random House, 1955.
- On the Theory and Therapy of Mental Disorders. An Introduction to Logotherapy and Existential Analysis, Translated by James M. DuBois. Brunner-Routledge, London-New York, 2004. ISBN 0-415-95029-5
- Psychotherapy and Existentialism. Selected Papers on Logotherapy, Simon & Schuster,New York, 1967. ISBN 0-671-20056-9
- The Will to Meaning. Foundations and Applications of Logotherapy, New American Library, New York, 1988 ISBN 0-452-01034-9
- The Unheard Cry for Meaning. Psychotherapy and Humanism, Simon & Schuster, New York, 2011 ISBN 978-1-4516-6438-6
- Viktor Frankl Recollections: An Autobiography.; Basic Books, Cambridge, MA 2000. ISBN 978-0-7382-0355-3.
- Man's Search for Ultimate Meaning. (A revised and extended edition of The Unconscious God; with a Foreword by Swanee Hunt). Perseus Book Publishing, New York, 1997; ISBN 0-306-45620-6. Paperback edition: Perseus Book Group; New York, July 2000; ISBN 0-7382-0354-8.